# Licinius van Angers
Licinius van Angers (Lezin, Lésin) (ca. 540 – ca. 609) was een Frankische edelman en bisschop van Angers.
Hij was (niet-erfelijke) graaf van Anjou van ca. 587 tot ca. 592. Vervolgens was hij bisschop van Angers van ca. 592 tot ca. 610.
Hij is een katholieke heilige met 13 februari (alsook 1 november) als feestdag.

## Referentie
- Dit artikel of een eerdere versie ervan is een (gedeeltelijke) vertaling van het artikel Licinius of Angers op de Engelstalige Wikipedia, dat onder de licentie Creative Commons Naamsvermelding/Gelijk delen valt. Zie de bewerkingsgeschiedenis aldaar.
- Dit artikel of een eerdere versie ervan is een (gedeeltelijke) vertaling van het artikel Lézin d'Angers op de Franstalige Wikipedia, dat onder de licentie Creative Commons Naamsvermelding/Gelijk delen valt. Zie de bewerkingsgeschiedenis aldaar.